# Битва при Чёрной реке
Битва при Чёрной реке, или Битва при Блэк-Ривер (англ. Battle of the Black River) — серия боев в апреле — августе 1782 года в ходе Войны за независимость США между британскими и испанскими войсками за контроль над поселением Блэк-Ривер на Карибском побережье современного Гондураса. Испанские войска вытеснили небольшой британский гарнизон и большинство поселенцев в апреле 1782 года. В августе англичане предприняли контрнаступление и подкрепили поселенцев британскими войсками с Ямайки. В итоге они успешно вернули поселение из рук истощённых болезнями испанских солдат.

## Предыстория
Матиас де Гальвес, вице-король испанской Гватемалы, получил приказ от короля Карла III «выбить англичан из их скрытых поселений в Гондурасском заливе». В 1782 году Гальвес предпринял ряд действий по уничтожению британских поселений, которые занимали места лесозаготовок на южном побережье полуострова Юкатан (современный Белиз), а также поселения на Москитовом берегу (нынешние Гондурас и Никарагуа).
В марте 1782 года более 800 испанских солдат во главе с Гальвесом захватили Роатан, изгнав британский гарнизон, который тогда насчитывал всего 80 человек. С подкреплением из 600 человек испанцы в следующем месяце атаковали британское поселение Блэк-Ривер, которое защищали менее 20 человек. Джеймс Лори, майор британского 49-го Пехотного полка, командовавший небольшими британским отрядом, сопротивлялся отчаяннее других, но в итоге также был вынужден оставить укрепления и бежать со своими людьми через джунгли к мысу Кабо-Грасьяс-а-Дьос.
Британский губернатор Ямайки, сэр Арчибальд Кэмпбелл, был озабочен ожидавшейся франко-испанской атакой на свой остров и не смог своевременно отправить помощь. Однако вторжение на Ямайку было отменено после решительной победы Британии в битве у островов Всех Святых, где адмирал Родни разбил французский флот, прежде чем он успел объединиться с испанским. К концу апреля баланс сил в Карибском бассейне изменился в пользу британского флота. В связи с этим губернатор Кэмпбелл дал разрешение Эдварду Маркусу Деспарду вернуть поселение у Чёрной реки, узнав, что у Лори есть войска, ожидающие контратаки.

## Битва
Лори смог сгруппировать силы из около 800 вооружённых поселенцев и индейцев мискито в районе мыса Кабо-Грасьяс-а-Дьос. Они выматывали испанцев регулярными партизанскими атаками. Деспард, прибывший с Ямайки, высадился на мысе Кабо-Грасьяс-а-Дьос и добрался до устья реки Плантайн во главе отряда «Лояльных американских рейнджеров», который в конечном итоге объединился с Лори и его силами. В сочетании с подкреплением силы Деспарда и Лори теперь насчитывали 80 лоялистов-американцев, 500 поселенцев (в том числе освобождённых рабов) и 600 индейцев мискито, в сумме 1200 человек. Поддержку осуществляла эскадра Королевского флота и вооружённых торговых судов. Деспард не стал тратить время на нападение на испанские патрули, чтобы получить элемент неожиданности, и направился к Чёрной реке.
Между тем, испанский гарнизон в Блэк-Ривер был сокращён болезнями с момента захвата поселения в начале апреля. В Киприве небольшой испанский контингент из 75 человек был застигнут врасплох, и все защитники, кроме одного, были либо убиты, либо взяты в плен; выживший Мануэль Ривас бежал, чтобы предупредить других солдат.
Наконец, 22 августа Деспард окружил испанские силы у Чёрной реки напротив восточного блокхауса, заставив 140 испанских солдат сдаться после короткого боя. На следующий день после капитуляции судно из Трухильо со 100 испанскими солдатами и провизией было захвачена небольшой британской эскадрой недалеко от побережья. Те, кто оставался от испанского гарнизона, сформированного после апрельской атаки Гальвеса, сдались к концу августа. Статьи капитуляции были вручены Деспардом дону Томасу Хулиа, который согласился на все условия.

## Последствия
Таким образом, Лори и Деспард восстановили контроль над Чёрной рекой, захватив 27 испанских офицеров и 715 рядовых в плен. Также были захвачены три знамени, которые были представлены королю Георгу III в ноябре, и 33 пушки. Большинство пленных после дачи обязательства не брать в руки оружие до конца войны были отпущены и направлены в Омоа. При этом Лори и Деспард остались в регионе, опасаясь испанской контратаки.
Хуан де Кахигаль, губернатор Гаваны, узнал об этом поражении, обвинил в нём Гальвеса и собирался полностью отстранить его от командования. Гальвес же указал, что просил подкрепления, но никто не услышал его призыв. Испанцы со своими французскими союзниками оказались в обороне, что стало следствием поражения у островов Всех Святых. Испанское командование стало параноидально опасаться британских атак на Гавану и Сан-Хуан (Пуэрто-Рико), принеся в жертву обороне любые наступательные операции. Дальнейшие военные операции союзников Бурбонов в Северной и Южной Америке также были приостановлены из-за нарастания концентрации боевых действий в Европе (особенно в Гибралтаре), а вскоре начались мирные переговоры. Британские войска смогли воспользоваться этим бездействием, в 1783 году возвратив Багамские острова. Лори и Деспард удерживали британские поселения на Москитовом берегу до конца войны.
Деспард за его усилия был вознаграждён постом суперинтенданта Гондурасского залива и в течение нескольких лет правил территорией, которая в конечном счёте стала Белизом.